# Michael Visaroff
Michael Visaroff (en russe : Майкл Висарофф) est un acteur d'origine russe, né le 18 décembre 1892 à Moscou (alors dans l'Empire russe), mort le 27 février 1951 à Los Angeles — Quartier d'Hollywood (Californie).

## Biographie
Après ses études d'art dramatique et des débuts au théâtre dans sa ville natale, Michael Visaroff émigre en 1922 aux États-Unis. Il y débute au cinéma en 1925, participant à une quinzaine de films muets américains, dont Two Arabian Knights de Lewis Milestone (1927, avec William Boyd et Mary Astor).
Second rôle de caractère (souvent dans des petits rôles non crédités), il poursuit sa carrière à l'écran après le passage au parlant, contribuant encore à une centaine de films (dont quelques westerns). Le dernier est Le Paradis des mauvais garçons de Josef von Sternberg (avec Robert Mitchum et Jane Russell), sorti en 1952, plus d'un an après sa mort (d'une pneumonie).
Parmi ses autres films notables, mentionnons Disraeli d'Alfred E. Green (1929, avec George Arliss et Joan Bennett), Le Fils de Monte-Cristo de Rowland V. Lee (1940, avec Louis Hayward, Joan Bennett et George Sanders) et Yolanda et le Voleur de Vincente Minnelli (1945, avec Fred Astaire et Lucille Bremer).
Michael Visaroff joue également à Broadway (New York) en 1935 et 1936, dans deux pièces.

## Filmographie partielle
- 1926 : Le Roman de Marguerite Gautier (Camille) de Fred Niblo
- 1926 : Paris d'Edmund Goulding
- 1926 : The Nickel-Hopper de F. Richard Jones et Hal Yates
- 1927 : The Sunset Derby d'Albert S. Rogell
- 1927 : Two Arabian Knights de Lewis Milestone
- 1927 : Mockery de Benjamin Christensen
- 1928 : The Adventurer de Victor Tourjanski
- 1928 : The Night Bird de Fred C. Newmeyer
- 1928 : Ramona d'Edwin Carewe
- 1928 : L'Âme d'une nation (We Americans), d'Edward Sloman
- 1928 : Crépuscule de gloire (The Last Command) de Josef von Sternberg
- 1928 : Tempête (Tempest) de Sam Taylor
- 1928 : Les Quatre Diables (Four Devils) de Friedrich Wilhelm Murnau
- 1928 : Plastered in Paris de Benjamin Stoloff
- 1929 : House of Horror de Benjamin Christensen
- 1929 : Disraeli d'Alfred E. Green
- 1929 : Marquis Preferred de Frank Tuttle
- 1929 : Woman Trap de William A. Wellman
- 1929 : L'amour dispose (The Exalted Flapper) de James Tinling
- 1929 : Illusion de Lothar Mendes
- 1930 : Cœurs brûlés (Morocco) de Josef von Sternberg
- 1930 : Les Amours d'une courtisane (Du Barry, Woman of Passion) de Sam Taylor
- 1931 : Le Tueur de l'Arizona (Arizona Terror) de Phil Rosen
- 1931 : Dracula de Tod Browning
- 1931 : Quartier chinois (Chinatown After Dark) de Stuart Paton
- 1931 : Mata Hari de George Fitzmaurice
- 1932 : La Monstrueuse Parade (Freaks) de Tod Browning
- 1932 : Downstairs de Monta Bell
- 1932 : Double Assassinat dans la rue Morgue (Murders in the Rue Morgue) de Robert Florey
- 1933 : King of the Arena d'Alan James
- 1933 : Le Chant du Nil (The Barbarian) de Sam Wood
- 1933 : Strange People de Richard Thorpe
- 1934 : Poste frontière (Fugitive Road) de Frank R. Strayer
- 1934 : The Merry Frinks d'Alfred E. Green
- 1934 : Résurrection (We live again) de Rouben Mamoulian
- 1934 : Wagon Wheels (en) de Charles Brabin
- 1935 : Roberta de William A. Seiter
- 1935 : La Marque du vampire (Mark of the Vampire) de Tod Browning
- 1935 : Cœurs brisés (Break of Hearts) de Philip Moeller
- 1935 : Paddy O'Day de Lewis Seiler
- 1935 : Sylvia Scarlett de George Cukor
- 1936 : Le Joyeux Bandit (The Gay Desperado) de Rouben Mamoulian
- 1936 : La Charge de la brigade légère (The Charge of the Light Brigade) de Michael Curtiz
- 1937 : Champagne valse (Champagne Waltz) d'A. Edward Sutherland
- 1937 : Michel Strogoff (The Soldier and the Lady) de George Nichols Jr.
- 1937 : Café métropole (Café Metropole) d'Edward H. Griffith
- 1937 : Ange (Angel) d'Ernst Lubitsch
- 1938 : La Belle de Mexico (Tropic Holiday) de Theodore Reed
- 1938 : La Huitième Femme de Barbe-Bleue (Bluebeard's Eighth Wife), d'Ernst Lubitsch
- 1938 : Suez d'Allan Dwan
- 1938 : Pour un million (I'll Give a Million) de Walter Lang
- 1938 : La Famille sans-souci (The Young in Heart) de Richard Wallace
- 1939 : Paris Honeymoon de Frank Tuttle
- 1939 : La Baronne de minuit (Midnight) de Mitchell Leisen
- 1939 : Au service de la loi (Sergeant Madden) de Josef von Sternberg
- 1939 : Laurel et Hardy conscrits (Flying Deuces) d'A. Edward Sutherland
- 1939 : Tout se passe la nuit (Everything Happens at Night) d'Irving Cummings
- 1940 : Four Sons d'Archie Mayo
- 1940 : Swing Romance (Second Chorus) d'H. C. Potter
- 1940 : Le Fils de Monte-Cristo (The Son of Monte Cristo) de Rowland V. Lee
- 1942 : La Femme de l'année (Woman of the Year) de George Stevens
- 1942 : L'Agent invisible contre la Gestapo (The Invisible Agent) d'Edwin L. Marin
- 1942 : Quelque part en France (Reunion in France) de Jules Dassin
- 1943 : Mission à Moscou (Mission in Moscow) de Michael Curtiz
- 1943 : La Du Barry était une dame (Du Barry was a Lady) de Roy Del Ruth
- 1943 : Pour qui sonne le glas (For Whom the Bell tolls) de Sam Wood
- 1943 : Paris After Dark de Léonide Moguy
- 1943 : Madame Curie de Mervyn LeRoy
- 1944 : Song of Russia de Gregory Ratoff
- 1944 : In Our Time de Vincent Sherman
- 1944 : Le Masque de Dimitrios (The Mask of Dimitrios) de Jean Negulesco

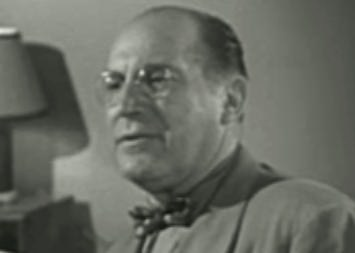
Dans Flight to Nowhere (1946)

- 1944 : Une romance américaine (An American Romance) de King Vidor
- 1944 : Angoisse (Experiment Perilous) de Jacques Tourneur
- 1945 : Yolanda et le Voleur (Yolanda and the Thief) de Vincente Minnelli
- 1945 : La Chanson du souvenir (A Song to remember) de Charles Vidor
- 1945 : Scandale à la cour (A Royal Scandal) d'Otto Preminger et Ernst Lubitsch
- 1945 : La Princesse et le Groom (Her Highness and the Bellboy) de Richard Thorpe
- 1945 : La Femme du pionnier (Dakota) de Joseph Kane
- 1946 : Du burlesque à l'opéra (Two Sisters from Boston) d'Henry Koster
- 1946 : Flight to Nowhere de William Rowland
- 1947 : Poste avancé (Northwest Outpost) d'Allan Dwan
- 1947 : Intrigue d'Edwin L. Marin
- 1952 : Le Paradis des mauvais garçons (Macao) de Josef von Sternberg

## Théâtre (à Broadway)
- 1935-1936 : Tapestry in Gray de Martin Flavin, avec Melvyn Douglas, Elissa Landi, Minor Watson
- 1936 : Star Spangled de Robert Ardrey, avec Garson Kanin, Millard Mitchell, George Tobias, Ivan Triesault